# 今宿村 (福岡県)
今宿村（いまじゅくむら）は、福岡県糸島郡にあった村。旧・筑前国。福岡市へ編入され、現在は西区の一部となっている。

## 地理
- 河川 ： 鯰川
- 今津湾

## 歴史
- 1889年4月1日 - 町村制施行により志摩郡谷村、青木村、怡土郡上原村、徳永村の一部が合併し発足。
- 1896年4月1日 - 郡の統合により志摩郡と怡土郡が合併し糸島郡となる[1]。
- 1920年 - 大字・徳永が大字・横浜に改称。
- 1941年10月15日 - 早良郡壱岐村、残島村とともに福岡市へ編入された。本村の大字のうち、谷は今宿町に改称。